# شپای
شپای (به صربی: Špaj) یک منطقهٔ مسکونی در صربستان است که در Bela Palanka Municipality واقع شده‌است. شپای ۸۱ نفر جمعیت دارد.